# 彭楚粤
彭楚粵（1993年10月16日—），籍貫湖南，出生並成長於廣東廣州，中國男歌手、演員、中國男子唱跳團體「X玖少年團」隊長兼主唱，畢業於星海音乐学院流行音樂演唱系。
2013年，參加《快樂男聲》海選。
2015年，參加浙江衛視《燃燒吧少年》節目。
2016年4月，參演校園星座超能力網絡劇《超星星學園》；同年9月，以中國男子演唱團體「X玖少年團」隊長和主唱擔當身份正式出道；之後，隨組合推出同名數字專輯《X玖》；同年12月10日，隨組合獲得騰訊視頻星光大賞「年度青春大勢男團獎」。
2017年，參演東方古裝玄幻劇《鬥破蒼穹》；同年4月2日，隨組合舉行「以己之名」上海演唱會。
2018年1月，隨組合推出第二張專輯《Keep Online》；4月25日，參演的古裝言情網絡劇《哦！我的皇帝陛下》在騰訊視頻播出；之後，隨組合舉行「KEEP ONLINE」巡回演唱會。
2019年2月19日，推出首張個人迷你專輯《夢魘 Incubus》；同年，參與錄制男團訓練選秀綜藝節目《創造營2019》；6月24日，受邀成為國際環保組織綠色和平減塑生活代言人；8月，在青春治癒校園劇《最美不過遇見你》中飾演男主角莫澤塵；8月6日，推出個人作曲作詞原創單曲《獨特》；9月6日，推出首支公益單曲《雲上謠》。

## 早年經歷
2011年，彭楚粵考入廣州星海音樂學院流行音樂演唱系。
2013年，彭楚粵參加由湖南衛視與天娛傳媒聯合舉辦的歌唱選秀節目《快樂男聲》。
2015年6月，彭楚粵在星海音樂學院舉辦了個人畢業演唱會「彭楚粵2015個人專場演唱會」，舞台造型設計均加入了自己的想法。

## 演藝經歷
2015年，彭楚粵自星海音樂學院畢業之後，參加天娛練習生的培訓，在經過聲樂、舞蹈、形體、體能等高強度的專業訓練和選拔之後，從2萬多名少年中脫穎而出，成為16位選手之一參加才藝養成勵志節目《燃燒吧少年》。11月22日，錄制騰訊視頻出品的《少年頻道》直播節目。12月31日，彭楚粵亮相於浙江衛視「奔跑吧2016」跨年演唱會，串燒表演《凍結》和節目主題曲《Be a Man》。
2016年1月，彭楚粵參與公益短片《少年自救防火牆》的拍攝。2月6日《燃燒吧少年》最後一期總決賽直播中，彭楚粵與隊友獲得總分476分，惜敗於李宇春戰隊。4月15日，校園星座超能力網絡劇《超星星學園》在杭州開機，彭楚粵在劇中飾演與方天擇水火不容的李亞當。9月24日，「X玖少年團」同名數字專輯《X玖》上線，收錄了《以己之名》、《B.O.Y.S》、《永字八法》和《Be a Man》四首歌曲，僅一分鐘累計購買量突破一萬。9月28日，參加「X玖少年團」出道發佈會並以隊長和主唱擔當的身份正式出道；同時，與隊友首次現場表演《以己之名》。11月6日，參加首屆粉絲嘉年華年度盛典演唱《以己之名》，並隨X玖少年團獲得明星勢力榜年度新人團體獎項。12月10日，參加騰訊視頻星光大賞盛典，並獲得了「年度青春大勢男團獎」。12月11日，在網綜《X玖少年頻道》中首次發表並演唱自己的原創作品《簡單》。12月31日，在江蘇衛視「17聚幸福」跨年演唱會上表演歌曲《B.O.Y.S》。
2017年1月2日，在網綜《X玖少年頻道》最後一期中，演唱了自己原創作品《媽媽說》。1月20日，加盟湖南衛視小年夜春晚，演繹經過改編的小虎隊歌曲《新年快樂》，為觀眾唱響新年祝福。2月18日，隨組合參與錄制的嘉賓訪談遊戲綜藝節目《快樂大本營》在湖南衛視播出；在節目中，彭楚粵與奚夢瑤表演了一場浪漫求婚記。3月24日，隨組合參與錄制的以「春天在哪裡」為主題的娛樂脫口秀節目《天天向上》在湖南衛視播出。4月2日，隨組合在上海舉行以「以己之名」為主題的演唱會；同時，在演唱會上，彭楚粵首度演唱了自己的原創歌曲《金魚》。4月28日，隨組合為騰訊遊戲《天天炫鬥》演唱三週年主題曲《炫鬥青春》。之後，在亞洲金曲大賞和亞洲新歌榜上，隨組合獲得兩項「年度最受歡迎團體獎」。12月31日，再度加盟江蘇衛視「2018讓幸福照亮你」跨年演唱會，串燒表演《亂世巨星》和《We Want What We Want》。
2018年1月，隨組合發佈第二張專輯《Keep Online》，專輯收錄《We Want What We Want》、《永不下線的，才算愛嗎》和《Big Show》等歌曲。2月15日，隨組合參加的以「喜到福到好運到」為主題的《春晚倒計時》在中央電視台綜藝頻道播出，在節目中表演《新年快樂》。2月16日，參演的東方魔幻冒險喜劇片《捉妖記2》在中國內地上映，在片中飾演了永寧村少妖團成員之一，並隨組合演唱影片中的表演歌曲《逍遙最好》；同時，隨劇組《捉妖記2》參與錄制的室內競技真人秀節目《王牌對王牌第三季》在浙江衛視播出。2月17日，隨組合參與錄制的由中華全國體育總會主辦的節目《奔跑吧，新時代——2018體育嘉年華]]》在東方衛視首播，在節目中與張常寧和雷聲合唱歌曲《我要上奧運》。4月25日，參演的古裝言情偶像劇《哦！我的皇帝陛下》在騰訊視頻上線，在劇中彭楚粵飾演皇廷名士、以禮服人的白無塵，還為該劇演唱插曲《有你的世界》。之後，參演都市勵志情感劇《我的不惑青春》，在劇中飾演少年許子謙。5月4日，由中宣部、教育部、共青團中央指導，中央廣播電視總台承辦的《築夢新時代》——2018年「五月的鮮花」全國大中學生文藝會演在中央電視台綜合頻道播出，彭楚粵隨組合與SNH48共同演唱《最好的舞台》。9月3日，古裝勵志玄幻劇《鬥破蒼穹》登陸湖南衛視青春進行時，在劇中彭楚粵飾演藥幫幫主韓閒；同時，還與肖戰、伍嘉成和谷嘉誠共同演唱同名片尾曲。之後，隨組合在杭州、深圳舉行「Keep Online」巡回演唱會。
2019年2月19日，推出首張個人迷你專輯《夢魘 Incubus》，當中收錄的兩首歌曲《夜黑協奏曲》及《霍爾德爾》從曲、詞、唱均為彭楚粵的個人原創作品；4月6日，作為選手參與錄制的男團訓練選秀綜藝節目《創造營2019》在騰訊視頻播出，並於評分表演中與趙磊演唱共同創作的原創作品《聊聊》；6月8日，於《創造營2019》決賽直播中演唱打擾一下樂團的歌曲《世界不會輕易崩塌》。8月2日，青春治癒校園劇《最美不過遇見你》在大連開機，彭楚粵在劇中飾演男主角莫澤塵；8月6日，推出個人作曲作詞原創單曲《獨特》。

## 音樂作品

### 團體迷你專輯

#### X玖
《X玖》是X玖少年團首張同名迷你專輯，收錄三首歌曲。首支單曲《以己之名》前奏採用爵士樂音樂劇的呈現方式，入耳輕鬆俏皮，人聲未起故事線已有伏筆。歌曲的整體旋律頗具R&B風，流動著美國黑人式音樂的律動感。第二首《B.O.Y.S》是電子音樂，在EDM的曲風裡面加入了Trap的元素，整首歌的音色都加入了Sidechain，和節奏更加貼合，展現X玖少年團的音樂能量。第三首《永字八法》是根據「永字八法」的用筆法則，以古代書法家練習楷書的運筆技法為概念，為X玖少年團量身定制的歌曲。
| 發行日期      | 專輯名稱 | 曲目列表     | 演唱      | 發行公司 |
| 2016年9月24日 | 《X玖》  | 《以己之名》 | X玖少年團 | 天娛傳媒 |
| 2016年9月24日 | 《X玖》  | 《B.O.Y.S.》 | X玖少年團 | 天娛傳媒 |
| 2016年9月24日 | 《X玖》  | 《永字八法》 | X玖少年團 | 天娛傳媒 |
| 2016年9月24日 | 《X玖》  | 《Be A Man》 | X玖少年團 | 天娛傳媒 |

#### Keep Online
「YES版」收錄《We Want What We Want》、《永不下線的，才算愛嗎》、《BIG SHOW》和《顏值說》四首歌曲。
「NO版」收錄《你想我嗎》、《信號 signal》、《玩家》和《熾熱》四首歌曲。
| 發行日期      | 專輯名稱              | 曲目列表                 | 演唱                           | 發行公司 |
| 2018年2月14日 | 《Keep Online》 YES版 | 《We Want What We Want》 | X玖少年團                      | 哇唧唧哇 |
| 2018年2月14日 | 《Keep Online》 YES版 | 《永不下線的，才算愛嗎》 | X玖少年團                      | 哇唧唧哇 |
| 2018年2月14日 | 《Keep Online》 YES版 | 《BIG SHOW》             | X玖少年團                      | 哇唧唧哇 |
| 2018年2月14日 | 《Keep Online》 YES版 | 《顏值說》               | X玖少年團                      | 哇唧唧哇 |
| 2018年5月9日  | 《Keep Online》 NO版  | 《你想我嗎》             | 伍嘉成、彭楚粤、谷嘉誠、肖戰   | 哇唧唧哇 |
| 2018年5月9日  | 《Keep Online》 NO版  | 《信號 Signal》          | 趙磊、伍嘉成、彭楚粤、肖戰     | 哇唧唧哇 |
| 2018年5月9日  | 《Keep Online》 NO版  | 《玩家》                 | 趙磊、夏之光、郭子凡、焉栩嘉   | 哇唧唧哇 |
| 2018年5月9日  | 《Keep Online》 NO版  | 《熾熱》                 | 夏之光、谷嘉誠、郭子凡、焉栩嘉 | 哇唧唧哇 |

### 團體其他音樂作品
| 發行日期      | 歌曲名稱     | 演唱      | 備註                     |
| 2017年4月28日 | 《炫斗青春》 | X玖少年團 | 《天天炫鬥》三週年主題曲 |

### 電影原聲帶

#### 《捉妖記2》原聲專輯
| 首發日期      | 歌曲名稱     | 演唱      | 作曲   | 作詞   | 編曲 | 備註            |
| 2018年2月17日 | 《逍遙最好》 | X玖少年團 | 高世章 | 岑伟宗 | -    | 《捉妖記2》插曲 |

### 電視劇原聲帶

#### 《哦！我的皇帝陛下》原聲專輯
| 首發日期      | 歌曲名稱               | 演唱           | 作曲   | 作詞       | 編曲 | 備註                       |
| 2018年4月24日 | 《我想給你》           | X玖少年團      | 袁博   | 袁博、曉川 | -    | 《哦！我的皇帝陛下》主題曲 |
| 2018年4月25日 | 《踩影子》             | 肖戰           | 彭楚粵 | 彭楚粵     | 羽田 | 《哦！我的皇帝陛下》插曲   |
| 2018年4月25日 | 《有你的世界》         | 彭楚粵         | 袁博   | 袁博       | -    | 《哦！我的皇帝陛下》插曲   |
| 2018年4月25日 | 《有你的世界(對唱版)》 | 彭楚粵、谢林彤 | 袁博   | 袁博       | -    | 《哦！我的皇帝陛下》插曲   |

#### 《鬥破蒼穹》影視歌曲專輯
| 首發日期      | 歌曲名稱     | 演唱                         | 作曲 | 作詞 | 編曲 | 備註               |
| 2018年8月30日 | 《鬥破蒼穹》 | 彭楚粵、伍嘉成、谷嘉誠、肖戰 | 陳曦 | 陳曦 | 薛峰 | 《鬥破蒼穹》片尾曲 |

### 個人迷你專輯

#### 夢魘 Incubus
| 發行日期      | 專輯名稱         | 曲目列表                      | 演唱   | 作曲   | 作詞   | 編曲 |
| 2019年2月19日 | 《夢魘 Incubus》 | 《夜黑协奏曲》                | 彭楚粵 | 彭楚粵 | 彭楚粵 | 楊猛 |
| 2019年2月19日 | 《夢魘 Incubus》 | 《夜黑协奏曲 (Instrumental)》 | -      | 彭楚粵 | 彭楚粵 | 楊猛 |
| 2019年2月19日 | 《夢魘 Incubus》 | 《霍尔德尔》                  | 彭楚粵 | 彭楚粵 | 彭楚粵 | 楊猛 |
| 2019年2月19日 | 《夢魘 Incubus》 | 《霍尔德尔 (Instrumental)》   | -      | 彭楚粵 | 彭楚粵 | 楊猛 |

### 個人單曲
| 首發日期     | 歌曲名稱   | 演唱   | 作曲   | 作詞   | 編曲           | 備註     |
| 2019年8月6日 | 《獨特》   | 彭楚粤 | 彭楚粵 | 彭楚粵 | sususu         |          |
| 2019年9月6日 | 《雲上謠》 | 彭楚粤 | 李煊樂 | 李煊樂 | 袁文睿、周富堅 | 公益單曲 |

### 其他音樂作品

#### 原創歌曲
| 首發日期       | 歌曲名稱            | 演唱                   | 作曲           | 作詞           | 編曲 | 備註                                      |
| 2016年12月11日 | 《簡單》            | 彭楚粤                 | 彭楚粵         | 彭楚粵         | -    | 首發於《X玖少年頻道》第四期               |
| 2016年12月24日 | 《小粵撒》          | 彭楚粤                 | 彭楚粵         | 彭楚粵         | -    | -                                         |
| 2017年1月2日   | 《媽媽說》          | 彭楚粤                 | 彭楚粵         | 彭楚粵         | -    | 首發於《X玖少年頻道》第八期               |
| 2017年4月2日   | 《金魚》            | 彭楚粤                 | 彭楚粵         | 彭楚粵、D.K    | 鄭楠 | 首發於「以己之名」X玖少年團2017上海演唱會 |
| 2017年10月11日 | 《她她》            | 彭楚粵                 | 彭楚粵         | 彭楚粵         | -    | -                                         |
| 2017年10月26日 | 《你以为？》        | 彭楚粵、陳澤希、焉栩嘉 | 彭楚粵         | 陳澤希、焉栩嘉 | -    | -                                         |
| 2017年10月27日 | 《长岛冰茶L.I.I.T》 | 彭楚粵、陳澤希         | 彭楚粵、陳澤希 | 彭楚粵、陳澤希 | -    | -                                         |
| 2017年11月29日 | 《锈钉R.N.》        | 彭楚粵、陳澤希         | 彭楚粵         | 陳澤希         | -    | -                                         |
| 2018年4月25日  | 《踩影子》          | 肖戰                   | 彭楚粵         | 彭楚粵         | 羽田 | 《哦！我的皇帝陛下》插曲                  |
| 2019年4月6日   | 《聊聊》            | 彭楚粵、趙磊           | 彭楚粵、趙磊   | 彭楚粵         | -    | 首發於《創造營2019》第一期花絮            |

#### 翻唱歌曲
| 首發日期       | 歌曲名稱          | 演唱           | 作曲                                                                                              | 作詞                                                                                              | 備註              |
| -              | 《有沒有》        | 彭楚粵、伍嘉成 | 韋禮安                                                                                            | 韋禮安                                                                                            | 原唱：韋禮安      |
| -              | 《心酸》          | 彭楚粵         | 丁世光                                                                                            | 施人誠                                                                                            | 原唱：林宥嘉      |
| 2016年2月14日  | 《旅行的意義》    | 彭楚粵         | 陳綺貞                                                                                            | 陳綺貞                                                                                            | 原唱：陳綺貞      |
| 2016年3月7日   | 《第三人稱》      | 彭楚粵         | Hush                                                                                              | Hush                                                                                              | 原唱：HUSH        |
| 2016年4月9日   | 《Autumn Leaves》 | 彭楚粵         | Giorgio Canali, Francesco Magnelli, Gianni Maroccolo, Massimo Zamboni and Giovanni Lindo Ferretti | Giorgio Canali, Francesco Magnelli, Gianni Maroccolo, Massimo Zamboni and Giovanni Lindo Ferretti | 原唱：Eva Cassidy |
| 2016年7月15日  | 《從前慢》        | 彭楚粵         | 劉胡軼                                                                                            | 木心                                                                                              | 原唱：葉炫清      |
| 2017年3月9日   | 《奇妙能力歌》    | 彭楚粵         | 陳粒                                                                                              | 陳粒                                                                                              | 原唱：陳粒        |
| 2017年4月15日  | 《辛德瑞拉》      | 彭楚粵         | 劉潼                                                                                              | 劉潼                                                                                              | 原唱：劉心        |
| 2017年5月26日  | 《小傘》          | 彭楚粵         | -                                                                                                 | -                                                                                                 | 原唱：陳夢莉      |
| 2017年6月4日   | 《不語》          | 彭楚粵         | 火星電台                                                                                          | 火星電台                                                                                          | 原唱：火星電台    |
| 2017年6月19日  | 《別找我麻煩》    | 彭楚粵         | 蔡健雅                                                                                            | 蔡健雅                                                                                            | 原唱：蔡健雅      |
| 2017年7月21日  | 《遇見》          | 彭楚粵         | 林一峰                                                                                            | 易家揚                                                                                            | 原唱：孫燕姿      |
| 2017年7月25日  | 《別說沒愛過》    | 彭楚粵         | 韋禮安                                                                                            | 韋禮安                                                                                            | 原唱：韋禮安      |
| 2017年8月11日  | 《彩虹》          | 彭楚粵、趙磊   | 周杰倫                                                                                            | 周杰倫                                                                                            | 原唱：周杰倫      |
| 2017年9月19日  | 《再一起》        | 彭楚粵         | 余佳運                                                                                            | 余佳運                                                                                            | 原唱：余佳運      |
| 2017年12月19日 | 《回到過去》      | 彭楚粵         | 周杰倫                                                                                            | 劉畊宏                                                                                            | 原唱：周杰倫      |
| 2017年12月27日 | 《迷藏》          | 彭楚粵         | 劉昊霖                                                                                            | 唐映楓                                                                                            | 原唱：劉昊霖      |

## 演唱會

### 個人演唱會
| 舉行日期                 | 演唱會名稱               | 舉行地點                   | 備註                                                 |
| 2015年6月12日 週五 19:30 | 彭楚粵2015個人專場演唱會 | 廣州星海音乐学院交响音乐厅 | 彭楚粵的畢業個人演唱會，亦是其人生的第一場個人演唱會 |

### 團體演唱會
| 舉行日期      | 演唱會名稱                          | 舉行地點           | 備註                         |
| 2017年4月2日  | 「以己之名」X玖少年團2017上海演唱會 | 上海上海体育馆     | 首度演唱個人原創歌曲《金魚》 |
| 2018年10月4日 | X玖少年團KEEP ONLINE演唱會杭州站    | 杭州黄龙体育中心   | -                            |
| 2018年12月1日 | X玖少年團KEEP ONLINE演唱會深圳站    | 深圳大运中心体育馆 | -                            |

## 影視作品

### 電影
| 上映年份 | 電影名稱    | 角色             | 備註                              |
| 2018年   | 《捉妖記2》 | 永寧村少妖團成員 | 隨X玖少年團演唱開場曲《逍遙最好》 |
| 2021年   | 《1921》    | 方豪             |                                   |

### 網絡劇
| 播映年份 | 播映平台 | 劇集名稱             | 角色   | 備註 |
| 2016年   | 騰訊視頻 | 《超星星學園》       | 李亞當 | 隨X玖少年團演唱主題曲《以己之名》 |
| 2018年   | 騰訊視頻 | 《哦！我的皇帝陛下》 | 白無塵 | 隨X玖少年團演唱片头曲《我想给你》、 個人演唱插曲《有你的世界》、 與謝林彤合唱插曲《有你的世界(對唱版)》， 並為插曲《踩影子》作曲作詞 |
| 2021年   | 芒果TV   | 《玲瓏狼心》         | 炎厥   | |
| 2021年   | 愛奇藝   | 《最美不过遇见你》   | 莫泽尘 | |
| 2021年   | 愛奇藝   | 《戀愛生物鐘》       | 陆昀之 | |
| 2021年   | 愛奇藝   | 《许纯纯的茶花运》   | 倪东陵 | |
| 2023年   |          | 《為有暗香來》       | 仲夜阑 | 網絡劇 |
| 2023年   |          | 《浮世三千》         | 顾云深 | 網絡短劇 |
| 2024年   |          | 《号外号外》         | 方學文 | 網絡短劇 |

### 電視劇
| 播映年份 | 播映平台     | 劇集名稱         | 角色         | 備註                                                           |
| 2018年   | 湖南卫视     | 《鬥破蒼穹》     | 韓閒         | 與X玖少年團成員肖戰、伍嘉成、谷嘉誠 共同演唱片尾曲《鬥破蒼穹》 |
| 2020年   | 東方影視頻道 | 《我的不惑青春》 | 許子謙(少年) |                                                                |

## 綜藝節目

### 燃燒吧少年！
| 首播日期       | 播放平台 | 節目名稱       | 備註 |
| 2015年11月21日 | 浙江衛視 | 《燃燒吧少年》 | 第一期：李宇春舒淇為少年"開撕" 個人演唱《光之翼》，被舒淇選入其隊伍 |
| 2015年11月28日 | 浙江衛視 | 《燃燒吧少年》 | 第二期：嘉成兄弟男男探戈驚艷全場 與白澍組合表演《被遺忘的時光》 |
| 2015年12月5日  | 浙江衛視 | 《燃燒吧少年》 | 第三期：首輪雪藏：春春"犯規"舒淇崩潰痛哭 與白澍組合表演《冬天里的一把火》 |
| 2015年12月12日 | 浙江衛視 | 《燃燒吧少年》 | 第四期：三人組合首次對抗 與白澍、肖戰組合表演《凍結》 |
| 2015年12月19日 | 浙江衛視 | 《燃燒吧少年》 | 第五期：小王子《蟲兒飛》唱到流淚 與白澍、肖戰組合表演《童年》 |
| 2015年12月26日 | 浙江衛視 | 《燃燒吧少年》 | 第六期："吸粉機"焉栩嘉遭雪藏 與陳妍希、白澍、肖戰共同演出短劇《十八歲》 與白澍、肖戰組合表演《愛情》 |
| 2016年1月2日   | 浙江衛視 | 《燃燒吧少年》 | 第七期：賽制升級五人戰隊首次對抗 與舒淇戰隊隊友、李宇春戰隊共同表演《Be A Man》 與肖戰、白澍、陳澤希、夏之光組合表演《Why Nobody Fights＋Checkmate》 與肖戰組合表演《野子》 與陶喆、肖戰、白澍、陳澤希、夏之光組合表演《找自己＋沙灘》 |
| 2016年1月9日   | 浙江衛視 | 《燃燒吧少年》 | 第八期：少年帥度翻倍實カ調戲BOSS團 與肖戰、白澍、陳澤希、夏之光組合表演《High歌》 參與演出陳澤希、夏之光舞蹈擔當對戰結尾部分 與肖戰、白澍、陳澤希、夏之光組合表演《霍元甲》                                                            |
| 2016年1月16日  | 浙江衛視 | 《燃燒吧少年》 | 第九期：谷嘉誠以一敵二帥翻全場 與肖戰、夏之光、陳澤希、白澍組合表演《流星雨》 與陳羽凡、肖戰、夏之光、陳澤希、白澍組合表演《深呼吸》                                                                                                   |
| 2016年1月23日  | 浙江衛視 | 《燃燒吧少年》 | 第十期：終極雪藏戰！Boss團集體被唱哭 與舒淇戰隊隊友、李宇春戰隊共同表演《愛你的宿命》 與肖戰、夏之光、白澍組合表演《Call Me Baby》 個人演唱《思念是一種病》Mix《再不瘋狂我們就老了》 與肖戰、夏之光、白澍組合表演《平凡之路》          |
| 2016年1月30日  | 浙江衛視 | 《燃燒吧少年》 | 第十一期：衝刺日！少年向Boss團"開炮" 與肖戰、夏之光、白澍組合表演《心中一把火》 與郁可唯、肖戰、夏之光、白澍組合表演《Love Me Do》 與肖戰、夏之光、白澍組合表演《我最親愛的》                                                          |
| 2016年2月6日   | 浙江衛視 | 《燃燒吧少年》 | 第十二期：終極大招！李宇春親自登台助陣 與其餘15位少年共同表演《Be A Man》 與華晨宇、肖戰、白澍、夏之光組合表演《我管你》 與肖戰、夏之光、白澍組合表演《騎士精神》 與肖戰、夏之光、白澍組合表演《夜空中最亮的星》                       |

#### 燃燒吧夢想
| 首播日期       | 播放平台 | 節目名稱       | 備註                              |
| 2015年11月22日 | 騰訊視頻 | 《燃燒吧夢想》 | 第1期：春春舒淇明爭暗鬥搶鮮肉     |
| 2015年12月1日  | 騰訊視頻 | 《燃燒吧夢想》 | 第2期：彭楚粵被嚇尖叫投入白澍懷抱 |
| 2015年12月7日  | 騰訊視頻 | 《燃燒吧夢想》 | 第3期：少年教你男士獨特卸妝法     |
| 2015年12月13日 | 騰訊視頻 | 《燃燒吧夢想》 | 第4期：肖戰遭新隊友「排擠」       |
| 2015年12月20日 | 騰訊視頻 | 《燃燒吧夢想》 | 第5期：谷嘉誠洗澡慘遭偷拍         |
| 2015年12月27日 | 騰訊視頻 | 《燃燒吧夢想》 | 第6期：彭楚粵質疑賽制不公平       |
| 2016年1月3日   | 騰訊視頻 | 《燃燒吧夢想》 | 第7期：肖戰彭楚粵公舉抱           |
| 2016年1月10日  | 騰訊視頻 | 《燃燒吧夢想》 | 第8期：嘉成公舉遭集體炮轟         |
| 2016年1月17日  | 騰訊視頻 | 《燃燒吧夢想》 | 第9期：彭楚粵白澍鬧矛盾           |
| 2016年1月24日  | 騰訊視頻 | 《燃燒吧夢想》 | 第10期：伍嘉成VS歡歡開啓戰鬥模式  |
| 2016年1月31日  | 騰訊視頻 | 《燃燒吧夢想》 | 第11期：小伍內褲宿舍失竊          |
| 2016年2月5日   | 騰訊視頻 | 《燃燒吧夢想》 | 第12期：白澍壓力大致秀頂？        |

#### 少年頻道
| 首播日期       | 播放平台 | 節目名稱     | 備註                                   |
| 2015年12月18日 | 騰訊視頻 | 《少年頻道》 | 第五期：Man up小鮮肉健身記肌肉甩起來！ |
| 2015年12月25日 | 騰訊視頻 | 《少年頻道》 | 第六期：聖誕特輯嘉誠兄弟親上了！       |
| 2016年1月1日   | 騰訊視頻 | 《少年頻道》 | 第七期：新年福利！10少年齊送祝福       |
| 2016年1月8日   | 騰訊視頻 | 《少年頻道》 | 第八期：神秘女神駕到！少年好嬌羞       |
| 2016年1月15日  | 騰訊視頻 | 《少年頻道》 | 第九期：演技大比拼！彭楚粵化身雪姨     |
| 2016年1月22日  | 騰訊視頻 | 《少年頻道》 | 第十期：紅白歌會！誰是少年歌王？       |
| 2016年1月29日  | 騰訊視頻 | 《少年頻道》 | 第十一期：粉絲特輯 8位小鮮肉你來操控！ |
| 2016年2月1日   | 騰訊視頻 | 《少年頻道》 | 第十二期：大結局！少年玩經典遊戲       |

### WULI少年啊
| 首播日期      | 播放平台 | 節目名稱       | 備註   |
| 2016年7月20日 | 腾讯视频 | 《WULI少年啊》 | 先导片 |
| 2016年7月27日 | 腾讯视频 | 《WULI少年啊》 | 第一期 |
| 2016年8月31日 | 腾讯视频 | 《WULI少年啊》 | 第六期 |

### X少年雙面探究
| 首播日期       | 播放平台 | 節目名稱          | 備註                            |
| 2016年10月16日 | 音悦Tai  | 《X少年雙面探究》 | 第二話：你好，我是X玖「伍當家」 |
| 2016年10月22日 | 音悦Tai  | 《X少年雙面探究》 | 第三話：CALL ME「彭大攝影師」   |
| 2016年11月13日 | 音悦Tai  | 《X少年雙面探究》 | 第十話：X玖少年团「终极探究篇」 |

### X玖少年頻道
| 首播日期       | 播放平台 | 節目名稱        | 備註 |
| 2016年11月19日 | 腾讯视频 | 《X玖少年頻道》 | 第一期：玖要get男子力 |
| 2016年11月26日 | 腾讯视频 | 《X玖少年頻道》 | 第二期：玖要get男友力 隨團體演唱《告白氣球》                                                                                    |
| 2016年12月3日  | 腾讯视频 | 《X玖少年頻道》 | 第三期：玖要get好食力 隨團體演唱《看見什麼吃什麼》                                                                              |
| 2016年12月11日 | 腾讯视频 | 《X玖少年頻道》 | 第四期：玖要get歌唱力 隨團體演唱《離開地球表面》 個人演唱《簡單》 與肖戰合作演唱《愛之初體驗》 與郭子凡合作演唱《思念是一種病》 |
| 2016年12月17日 | 腾讯视频 | 《X玖少年頻道》 | 第五期：玖要get伐木力 隨團體演唱《再見小時候》 與趙磊合作演唱《迷迭香》                                                         |
| 2016年12月24日 | 腾讯视频 | 《X玖少年頻道》 | 第六期：玖要get「CP」力 隨團體演唱《再見小時候》                                                                                |
| 2017年1月1日   | 腾讯视频 | 《X玖少年頻道》 | 第七期：玖要get次元力 隨團體演唱《X玖狂歡趴》                                                                                   |
| 2017年1月2日   | 腾讯视频 | 《X玖少年頻道》 | 第八期：X玖超能大賞 隨團體演唱《以己之名》 個人演唱《媽媽說》                                                                   |

### 創造營2019
| 首播日期      | 播放平台 | 節目名稱       | 備註 |
| 2019年4月6日  | 騰訊視頻 | 《創造營2019》 | 第1期：创造营学员入营评级上篇 與赵磊、夏之光、焉栩嘉、周震南、翟潇闻演唱《西门少年》； 與赵磊演唱原創歌曲《聊聊》 |
| 2019年4月13日 | 騰訊視頻 | 《創造營2019》 | 第2期：对决即燃！张远带队强势踢馆 |
| 2019年4月20日 | 騰訊視頻 | 《創造營2019》 | 第3期：100位学员首次公演对决 與何洛洛、赵宥维、肖凯中、邓佳坤、四正演唱《Lesion》 |
| 2019年4月27日 | 騰訊視頻 | 《創造營2019》 | 第4期：首次排名公布！近半学员离开 |
| 2019年5月4日  | 騰訊視頻 | 《創造營2019》 | 第5期：学员重组备战二次公演 |
| 2019年5月11日 | 騰訊視頻 | 《創造營2019》 | 第6期：专业方向考核舞台来袭 與毕皓然、蔡正杰、杜煜、乔君武演唱《No Joke》 |
| 2019年5月18日 | 騰訊視頻 | 《創造營2019》 | 第7期：全员海边拉练第二次顺位发布 |
| 2019年5月25日 | 騰訊視頻 | 《創造營2019》 | 第8期：不负好时光！女神助阵三次公演 與李兰迪、张颜齐、李鑫一、吴季峰、蒋熠铭、代少冬演唱《给一个很爱的人》 |
| 2019年6月1日  | 騰訊視頻 | 《創造營2019》 | 第9期：26人晋级冲刺总决赛！ |
| 2019年6月8日  | 騰訊視頻 | 《創造營2019》 | 第10期：成团之夜“R1SE”活力出发 個人演唱《世界不会轻易崩塌》； 與高嘉朗、李鑫一、戴景耀、赵磊、赵政豪、李昀锐、翟潇闻、赵泽帆、吴季峰演唱《少年之时》； 與周震南、翟潇闻、夏之光、李鑫一、赵磊、吴季峰、焉栩嘉、段浩男、张颜齐、秦天、姚琛、陆思恒演唱《赤子》 |

#### 创有宝藏挖
| 首播日期      | 播放平台 | 節目名稱       | 備註                                         |
| 2019年4月16日 | 騰訊視頻 | 《创有宝藏挖》 | 第7期：宝藏男孩宿舍生活大揭秘                |
| 2019年4月22日 | 騰訊視頻 | 《创有宝藏挖》 | 第11期：谁是创造营最懂粉的人？               |
| 2019年4月24日 | 騰訊視頻 | 《创有宝藏挖》 | 第13期：宝藏男孩健身房唱歌大挑战             |
| 2019年5月2日  | 騰訊視頻 | 《创有宝藏挖》 | 第19期：猜歌比拼！翟潇闻自夸中华曲库         |
| 2019年5月6日  | 騰訊視頻 | 《创有宝藏挖》 | 第21期：超裤挑战来袭！焉栩嘉神操作惊呆何洛洛 |
| 2019年5月16日 | 騰訊視頻 | 《创有宝藏挖》 | 第29期：焉栩嘉进大通铺寻找游戏王             |
| 2019年5月29日 | 騰訊視頻 | 《创有宝藏挖》 | 第38期：孩子王来啦！彭楚粤高嘉朗玩复古游戏   |
| 2019年6月11日 | 騰訊視頻 | 《创有宝藏挖》 | 第49期：何洛洛变复仇者联盟PK周震南           |
| 2019年6月12日 | 騰訊視頻 | 《创有宝藏挖》 | 第50期：任豪彭楚粤PK甩爆笑假发套             |

#### 大島日記
| 首播日期      | 播放平台 | 節目名稱     | 備註                                                        |
| 2019年4月21日 | 騰訊視頻 | 《大島日記》 | 陆思恒Vlog：陆思恒“吐槽大会”被曝糗事，笑到飙泪了！          |
| 2019年4月21日 | 騰訊視頻 | 《大島日記》 | 张远Vlog：张远变身“心灵按摩师”，聊人生感悟频出金句          |
| 2019年4月28日 | 騰訊視頻 | 《大島日記》 | 彭楚粤Vlog：彭楚粤化身“服搭师”，学员爆笑上演时装秀          |
| 2019年5月5日  | 騰訊視頻 | 《大島日記》 | 何洛洛Vlog：何洛洛宿舍擦鞋店爆笑开张，五星级微笑超迷人！    |
| 2019年5月5日  | 騰訊視頻 | 《大島日記》 | 赵磊Vlog：赵磊煲妈妈同款排骨汤，好喝到集体落泪！            |
| 2019年5月5日  | 騰訊視頻 | 《大島日記》 | 翟潇闻Vlog：今日份快乐源泉！翟潇闻搞怪整蛊全宿舍超喂瑟      |
| 2019年5月5日  | 騰訊視頻 | 《大島日記》 | 彭楚粤Vlog：查收感动！彭楚粤自制T恤送学员好暖心             |
| 2019年5月12日 | 騰訊視頻 | 《大島日記》 | 彭楚粤Vlog：看哭了！彭楚粤“心灵悄悄话”直戳心怀              |
| 2019年5月19日 | 騰訊視頻 | 《大島日記》 | 吴季峰Vlog：好拼！吴季峰放飞自我用脸戳保鲜膜超直率          |
| 2019年5月19日 | 騰訊視頻 | 《大島日記》 | 彭楚粤Vlog：荷尔蒙炸裂啦！彭楚粤梳大哥油头帅翻了            |
| 2019年5月19日 | 騰訊視頻 | 《大島日記》 | 张颜齐Vlog：行走的人体弹幕！张颜齐另类解说学员行为笑到飙泪  |
| 2019年5月26日 | 騰訊視頻 | 《大島日記》 | 翟潇闻Vlog：超惊艳→翟潇闻宿舍上演道歉大戏，这大浓妆没谁了！ |
| 2019年5月26日 | 騰訊視頻 | 《大島日記》 | 陆思恒Vlog：陆思恒带你环游“世界”啦！解锁外星吃法可爱爆棚    |
| 2019年6月2日  | 騰訊視頻 | 《大島日記》 | 焉栩嘉Vlog：谁是游戏之王？焉栩嘉憋笑挑战一秒破功变“喷泉”    |
| 2019年6月9日  | 騰訊視頻 | 《大島日記》 | 夏之光Vlog：夏之光哽咽道别过去，营中小伙伴送上暖心祝福      |

### 其他綜藝節目
| 首播日期       | 播放平台 | 節目名稱                                     | 備註                                                                                |
| 2015年12月31日 | 浙江卫视 | 《2016浙江卫视跨年演唱会》                   | 與燃烧吧少年演唱串燒歌曲《直到世界尽头＋冻结＋Get Down＋今天你要嫁给我＋To Be Man》 |
| 2016年10月22日 | 音悦Tai  | 《X少年双面探究》                            | X玖少年团定制综艺：Call me「彭大摄影師」                                            |
| 2016年11月6日  | -        | 《首届粉丝嘉年华年度盛典》                   | 演唱《以己之名》，并获得「明星势力榜年度新人团体」奖                                |
| 2016年12月10日 | 腾讯视频 | 《星光大赏》                                 | 表演《B.O.Y.S》，并获得「年度青春大势男团」奖                                       |
| 2016年12月16日 | 爱奇艺   | 《大牌对王牌》                               | 随X玖少年团与张柏芝共同录制                                                         |
| 2016年12月31日 | 江苏卫视 | 「17聚幸福」跨年演唱会                       | 现场表演《B.O.Y.S》                                                                 |
| 2017年1月20日  | 湖南卫视 | 湖南卫视小年夜春晚                           | 表演《新年快乐》                                                                    |
| 2017年2月18日  | 湖南卫视 | 《快乐大本营》                               | 与奚梦瑶演出一段求婚记                                                              |
| 2017年3月24日  | 湖南卫视 | 《天天向上》                                 | 春天在哪里之油菜花主题                                                              |
| 2017年7月8日   | 湖南卫视 | 《快乐大本营》                               | 二十周年表白季                                                                      |
| 2017年7月19日  | 腾讯视频 | 《2017亚洲金曲大赏》                         | 表演《永字八法》，并获「得年度最受欢迎团体」奖                                      |
| 2017年8月27日  | -        | 亚洲新歌榜                                   | 表演《永字八法》及《be a man》，获得「年度最受欢迎团体」奖                          |
| 2017年9月9日   | 咪咕视频 | 《battle！好身材》                           | 第五期，X玖少年团强势来袭                                                           |
| 2017年9月23日  | 腾讯视频 | 《明日之子》                                 | 第十五期，与荷兹跨次元合作秀《We want what we want》                                |
| 2017年12月3日  | 腾讯视频 | 腾讯视频星光大赏                             | 开场表演《We want what we want》                                                    |
| 2017年12月31日 | 江苏卫视 | 「2018让幸福照亮你」跨年演唱会               | 串烧表演《乱世巨星》、《We Want What We Want》                                      |
| 2018年1月13日  | 腾讯视频 | 「烎·2018潮音发布夜」                        | 表演《We Want What We Want》                                                        |
| 2018年2月15日  | CCTV3    | 《春晚倒计时》                               | 演唱《新年快乐》                                                                    |
| 2018年2月16日  | 浙江卫视 | 《王牌对王牌3》                              | 《捉妖记2》剧组，「捉住梦想捉住爱」                                                 |
| 2018年2月17日  | 东方卫视 | 《体育嘉年华》                               | 与张常宁和雷声演唱《我要上奥运》                                                    |
| 2018年5月4日   | CCTV-1   | 《2018年「五月的鲜花」全国大中学生文艺会演》 | X玖少年团与SNH48演唱《最好的舞台》                                                  |
| 2018年11月1日  | 腾讯视频 | 《超新星全运会》                             | 參與「男子射箭」項目                                                                |

## 電台節目
| 播放日期      | 播放平台             | 節目名稱                                         | 備註                                  |
| 2018年5月7日  | 蜻蜓FM               | 《MusicRadio京都念慈菴流行音樂全金榜》第三十四期 | 與X玖少年團成員谷嘉誠、伍嘉成共同參與 |
| 2018年5月9日  | 北京音樂廣播FM97.4   | 《中國歌曲排行榜》                               | 與X玖少年團成員谷嘉誠、伍嘉成共同參與 |
| 2018年5月19日 | 我的流行音樂榜FM90.0 | MusicRadio音樂之聲《明星DJ》                     | 與X玖少年團成員谷嘉誠、伍嘉成共同參與 |
| 2018年5月20日 | 我的流行音樂榜FM90.0 | MusicRadio音樂之聲《明星DJ》                     | 與X玖少年團成員谷嘉誠、伍嘉成共同參與 |